# Alajuela
Alajuela je třetí největší město v Kostarice a zároveň hlavní město stejnojmenné provincie. Díky své poloze v kostarickém Centrálním údolí, je to v současnosti část Velké metropolitní oblasti, ve které žije většina obyvatel země. Ve městě se narodil Juan Santamaría, kostarický národní hrdina, po kterém je pojmenováno například mezinárodní letiště, ležící na jihu města.

## Ekonomika
Mezi hlavní vývozní suroviny patří káva, cukrová třtina, kukuřice, fazole, tabák, citrusové plody, jahody, maniok, květiny a okrasné rostliny. Mezi další obchodní aktivity patří chov drůbeže, prasat, včelařství a mlékárnický průmysl.

## Doprava
Alajuela je důležitý dopravní uzel země, spojující hlavní město se severozápadem Kostariky. Většina obyvatel pracuje v okolních městech Centrálního údolí. Alajuelské mezinárodní letiště je druhým nejfrekventovanějším letištěm ve Střední Americe.

## Partnerská města
- San Bartolomé de Tirajana, Španělsko
- Lahr, Německo
- Montegrotto Terme, Itálie
- Downey, USA
- Dothan, USA
- Guadalajara, Mexiko
- Huixquilucan, Mexiko
- El Oro, Mexiko
- Santos, Brazílie
- Ibaraki, Japonsko
- Chang-čou, Čína

## Galerie

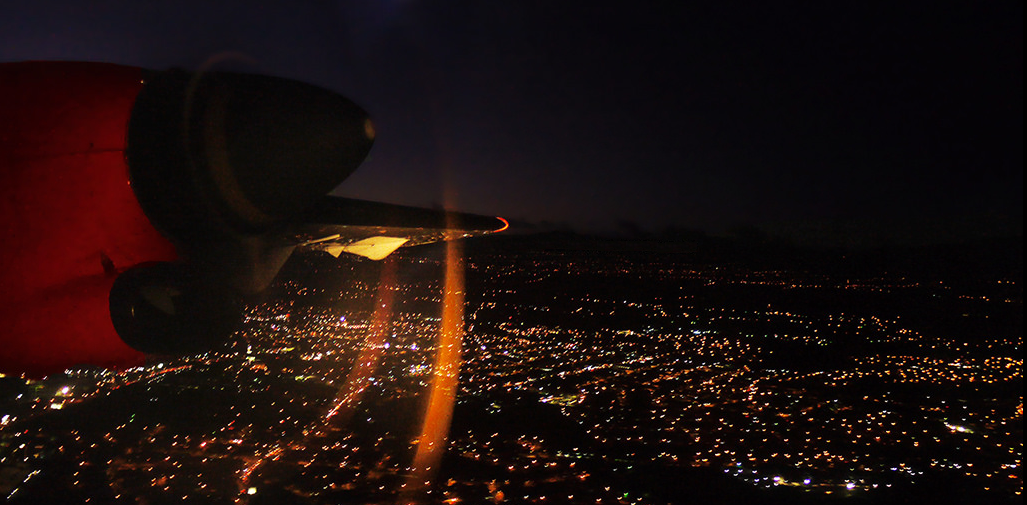
Pohled na noční město
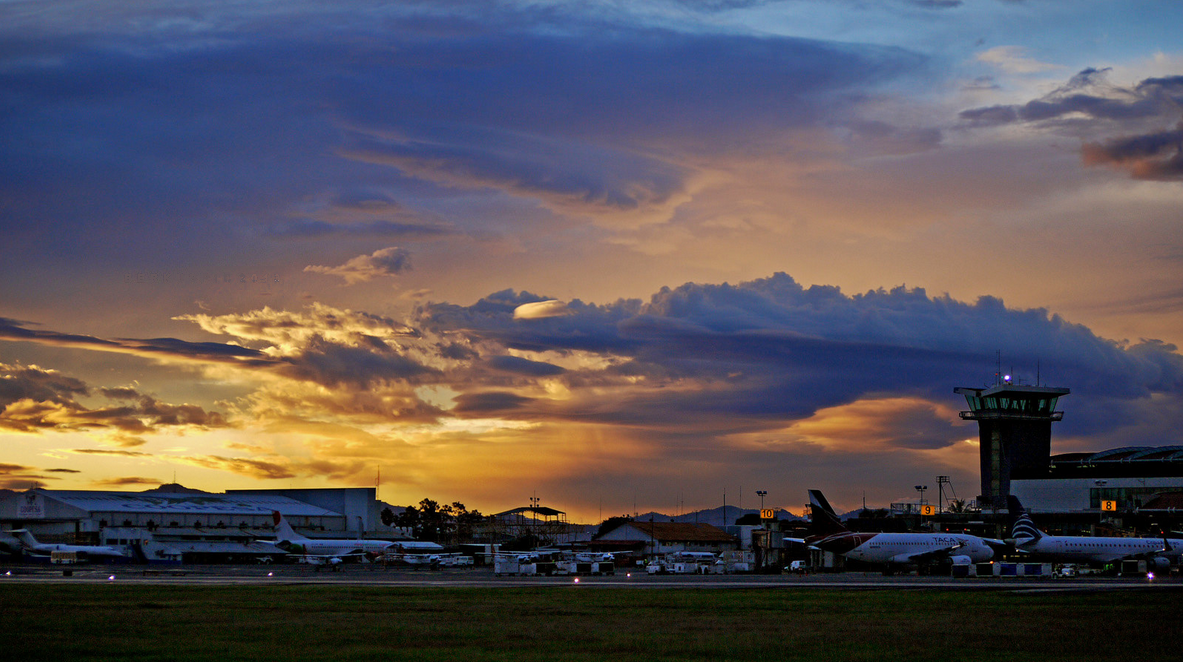
Mezinárodní letiště
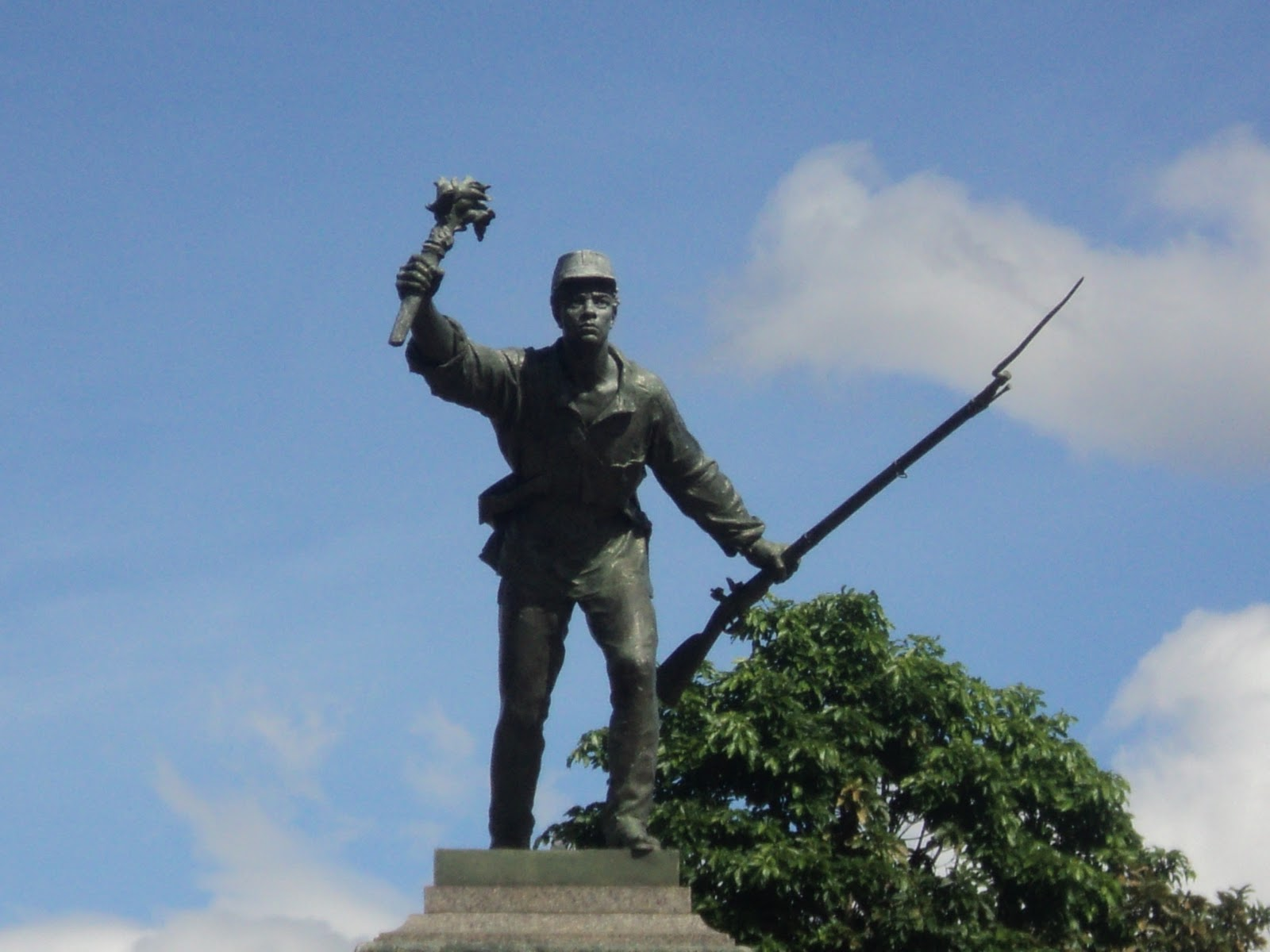
Juan Santamaria
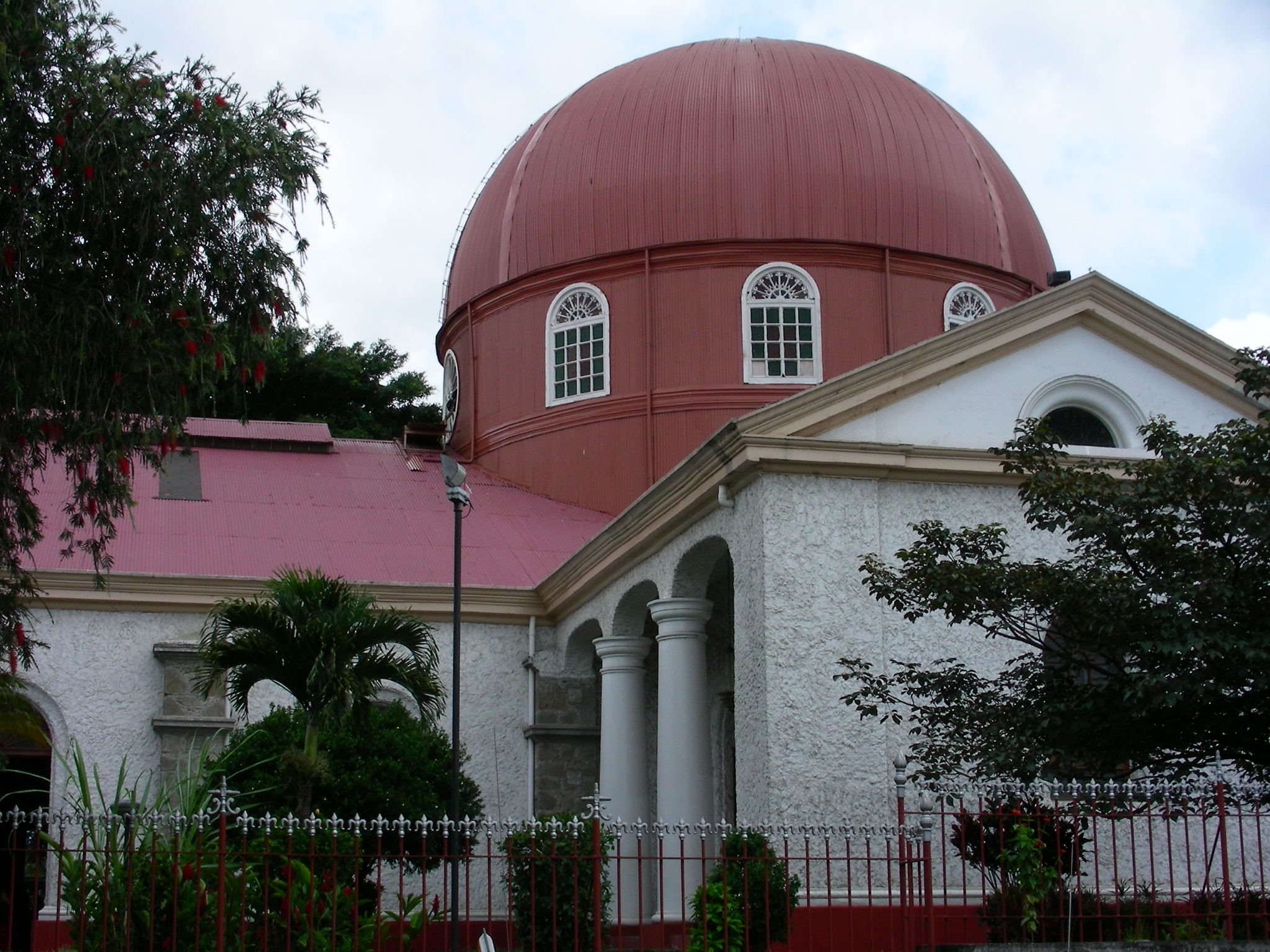
Katedrála